# Dvorežnjasti ginko
Dvorežnjasti, dvolapi ili dvokrpi ginko ili japanska lijeska (lat. Ginkgo biloba) je jedinstvena vrsta stabla bez živih bliskih srodnika. Ginko kao vrsta se klasificira u infradiviziju (Gymnospermae) naziv Ginkgophyta (ponegdje Ginkgoophyta), kao posebna divizija, nije prihvaćen, danas je jedini predstavnik razreda ginkgoopsida, red ginkolikih, porodicu ginkovki i rod ginkgo. Najbolje je proučeni primjer živućeg fosila iz pliocena.

## Naziv
Naziv ginkgo potječe od kineskog 銀杏 (gin-kio), što u prijevodu znači srebrni plod (marelica). U Kini se od davnina ginkgov list poistovjećuje i sa stopalima patke, jer su vrlo sličnog oblika. Tako je i naziv za ginkgo koji se i danas često koristi u Kini Icho Ba zapravo izveden od izraza za pačja stopala.
Za drvo ginkga postoje u Europi razni nazivi i sinonimi. Neki u prijevodu znače:  slonovo drvo, stablo života, djevojačka kosa, vilina kosa, stablo hrama, srebrna marelica, stablo djed-unuk.
U hrvatskom jeziku Ginkgo biloba naziva se dvorežnjasti, dvokrpasti ili dvolapi ginkgo (ginko), radi dvodijelnog izgleda lista. U Hrvatskoj ginko se još naziva i japanska lijeska.

## Paleontologija
Nevjerojatno je, ali istinito, da se evolucijski razvoj ginka može pratiti, iako ponekad i bez konsenzusa znanstvenika, prvenstveno zbog nedostataka dokaza, gotovo nevjerojatnih oko 300 milijuna godina. Dakle gotovo 10% od ukupne starosti našeg planeta koja se procjenjuje na nešto više od 4 milijarde godina. To ne možemo kazati niti za jednu drugu danas živuću biljnu vrstu.
Razne promjene klime, prirodne katastrofe i brojni drugi čimbenici iz prošlosti doveli su do toga da je uspjela opstati samo jedna vrsta biljaka i to Ginkgo biloba, koja je tijekom svojeg cjelokupnog perioda postojanja, kako najbližih tako i daljnjih srodnika imala čitavo mnoštvo, gotovo zavidni broj pripadnika od kojih je najveći dio izumro.
Ginkovi preci živjeli su u razdoblju prije famozne izumrle životinjske vrste, a to su dinosauri. Živjeli su i u zajednici s njima, a žive i nakon dinosaura.
U Hrvatskoj ne bilježimo nalaze fosila ovoga roda, međutim u svijetu su oni mnogobrojni. Znanstvenici su do danas dovoljno proučili prošlost ginka, tako da možemo rekonstruirati jedan dio povijesti.
Ginko je jedini preživjeli iz najstarije znane vrste drveta Ginkovke, koji su stariji od 200 milijuna godina. Odlična hrana za mozak i povećivač pamćenja.

## Karakteristike - općenito
Ginkgo biloba je biljna vrsta koja je preživjela stotine milijuna godina. Postojbina mu je u jugoistočnoj Kini. On je dvodomno listopadno drvo (postoje muške i ženske biljke) osnovnih karakteristika da ima lepezasto svilenkasto lišće na dugim stapkama, a sjeme (koštica) je obavijeno mesnatim ovojem poput šljive ili višnje. Ginko se ubraja u prijelaznu kariku između golosjemenjača i kritosjemenjača, ali obično ga se uvršćuje u četinjače. Smatra se najvitalnijom biljnom vrstom na svijetu: zadivljuje svojom rezistentnošću na otrove okoline (preživi sva moguća zagađenja uključujući i atomsku bombu) i zato je u velikim gradovima sve češće stablo u uličnim drvoredima. Poznato je da dvorežnjasti ginko spada i u ljekovito bilje: pospješuje cirkulaciju, pamćenje i općenito čini organizam zdravijim.
Za lijek se koristi list, sadržaj koštice, mesnati omotač koštice zatim korijen, kora. Od lista se radi ginkov ekstrakt (Gbe) koji se koristi u farmaceutskoj industriji. Jezgra koštice bogata je ugljikohidratima i jestiva poput badema ili lješnjaka. Jezgra koštice, kada se osuši, bijele je boje i tvrda, a ima okus sličan bademu. U Japanu, Kini i Koreji se pržene sjemenke smatraju specijalitetom. Stablo dosegne visinu i preko 30 metara, a promjer stabla zabilježen je i preko 9 metara. Naime, do stotinjak godina starosti stablo raste simetrično i okruglo, dok se kasnije izvija i nema pravilan već izobličen oblik. U Kini postoji više primjeraka ginka starijih i od 3000 godina. Standardna vrsta ginka je u ranoj mladosti čunjaste forme, a kasnije je više raširena. Sve do tridesetak godina starosti kora stabla je srednje tamno siva i dosta vremena glatka, dok nakon toga i u dubokoj starosti je ispucala i tamno smeđa. Stariji vrhovi grana vise. Lišće koje je kožnjasto nalazi se na kraćim izbojcima i to po 3-7 u čuperku, a na dugim izbojcima je poredano spiralno. Lišće je kod osnovne forme dugo od 7 do 12 cm, a široko 6–10 cm, a kod starijih biljaka je i veće. Lepezaste je forme, najčešće od dva režnja, ali ponekad ima i više. Rub je urezan i valovit s nizom paralelno razgranatim žilama. Peteljka je 7–10 cm duga. Oblik plojke lista dosta varira. Osnovna vrsta u proljeće ima svijetlo-zelene, a ljeti tamnozelene listove, dok u jesen dobiva zlatno-žutu ili otvoreno-žutu boju. Ginko je vrlo otporan na niske temperature, pa može podnijeti i do -25°-30 °C. Otporan je i na visoke temperature. Ne voli sjenu već isključivo sunce (osim u ranoj mladosti). U prirodnim uvjetima ginko počinje listati krajem ožujka, dok se «prisilnim» putem, u uvjetima sa sobnom temperaturom, pupovi otvaraju i listaju mnogo ranije. Biljke nisu značajno podložne raznim bolestima i ne napadaju ga insekti. Tijekom milijuna godina razvio je snažan imunitet. Drvo je svjetle boje, dosta mekano, pa je pogodno za ručnu obradu. Sjeme dvorežnjastog ginka ima 2 hipogeična kotiledona (ili tzv. supkâ) koji nakon klijanja biljke ostaju u zemlji. Broj kromosoma n = 12; dva su aproksimativno izobrahijalni, a deset supterminalne centromere. Biljke su spolno zrele tek nakon 25 i više godina starosti. Spomenimo da je u Hrvatskoj ginko (u odnosu na mnoge europske zemlje) relativno dobro zastupljena vrsta i to uglavnom u perivojima i parkovima naših brojnih dvoraca i kurija. Međutim kao hortikulturalna vrsta u parkovima i općenito kao vrtna i kućna ukrasna forma slabije je zastupljena.
Djelovanje i primjena ginka
Prema kliničkim studijama primjena ginko-ekstrakta je indicirana kao pomoć kod problema slabe cirkulacije, impotencije, srčanih tegoba, problema s očima, tinitusa, kronične cerebralne insuficijencije,  zaboravljivosti, depresije, demencije i stanja povezanih sa senilnošću.
Stvarna klinička primjena ginka danas se prvenstveno odnosi na uporabu kod cerebralne i periferne smetnje u cirkulaciji. 
Terapeutski učinci ginka pripisuju se sinergističkom djelovanju svih njegovih sastavnica. Međutim, pojedini mehanizmi djelovanja ipak se vežu uz određene skupine spojeva. Tako se najčešće ginkoflavonoglikozidi spominju kao supstancije koje utječu na izmjenu tvari u stijenkama krvnih žila i njihovu čvrstoću. Oni također pokazuju i jaku antioksidativnu aktivnost. Zahvaljujući njima, ginko ima veliki kapacitet vezivanja slobodnih radikala, a zbog vezivanja i dezaktiviranja kisikovih radikala bogatih energijom, utječe na povećanje tolerancije tkiva prema pomanjkanju kisika. Pri tome se smatra da postoje i određene razlike u djelovanju pojedinih flavonskih derivata. Tako kvercetin ima izraženi učinak na smanjenje LDL kolesterola, a pokazuje i vazodilatirajuće djelovanje te antivirusnu aktivnost. Dokazano mu je i svojstvo antihistaminika. Kemferol utječe na prevenciju arterioskleroze zbog svojstva inhibiranja lipoproteina niske gustoće (LDL). Smatra se također da inhibira i agregaciju trombocita u krvi te razvoj malignih stanica.
Ginkolidi se navode kao supstancije koje inhibiraju faktor aktivacije trombocita (PAF) koji izaziva agregaciju trombocita, nastajanje edema, kontrakciju glatkih mišića, hipertenziju, bronhokonstrikciju, povećani mikrovaskularni permeabilitet, povećanu razinu hematokrita i sekreciju lizosomalnih enzima. Oni specifično inhibiraju sve do sada poznate fiziološke i patofiziološke učinke PAF-a. Pri tome se posebna aktivnost pripisuje ginkolidu B (GB) za kojeg se ujedno pretpostavlja da je inhibitor PAF-om izazvane trombocitopenije i bronhokonstrikcije. 
Bilobalidi su najslabije istražena skupina spojeva u ekstraktu ginka. Istraživanja provedena na pokusnim životinjama za sada upućuju na njihov doprinos u sprječavanju nastanka edema mozga u zaštiti od neurotoksičnih oštećenja mijelina izazvanih neurotoksičnim tvarima ili traumama.
Primjena u narodnoj medicini
U narodnoj medicini ginko se smatra vrhunskim tonikom za mozak. Koristi se kod svih problema povezanih s glavom, od tinitusa do Alzheimerove bolesti, također za probleme s cirkulacijom, proširenim venama, itd.
Zbog tolike dobrobiti za mozak i cirkulaciju, ginko biloba se koristi u biljnim tonicima za mozak i cirkulaciju glave, najčešće s gotu kolom i ružmarinom.
Moguće opasnosti
Ginko se smatra sigurnom biljkom za dugotrajnu uporabu, ali moguće nuspojave uključuju probavne smetnje, vrtoglavicu, nemir, proljev, glavobolju i nesanicu. Ne preporuča se koristiti ga uz razrjeđivače krvi (uključujući aspirin) i prije operacije.

## Ginkov ekstrakt
Ginkov ekstrakt je ekstrakt koji se dobiva od lista dvorežnjastog ginka (Ginkgo biloba Carl Linne, 1771.). Međunarodna kratica za ovaj ekstrakt je Gbe (ponekad i GBE).
Koristi se u farmaceutske svrhe, prvenstveno za izradu lijekova koji pospješuju cirkulaciju, ali i za liječenje od drugih bolesti. Gbe je posljednjih godina jedan od najtraženijih ekstrata fitofarmaceutike.
Kao lijek ginkov ekstrat odobrila je Svjetska zdravstvena organizacija (WHO) 1999. godine.
Za dobivanje 100 g Gbe (praha) potrebno je (ekvivalento) 3,5 – 6,75 kg suhog lista, što ovisi o vremenu berbe, načinu ekstraktiranja, načinu sušenja lista i još nekim drugim čimbenicima. 

### Neke kombinacije ljekovitih sadržaja ginkovog ekstrakta
Ginkov ekstrakt ima osobine:
- ekstrakt Ginkgo biloba 100% je vodotopivi
- ekstrakt Ginkgo biloba: flavonoidglikozida 30%, terpen laktona 10%
- ekstrakt Ginkgo biloba: flavonoidglikozida 24%, terpen laktona 6% (ima i oznaku Gbe 761, i najčešće je Gbe u ovim omjerima)
- ekstrakt Ginkgo biloba: flavonoidglikozida a 24%, terpen laktona 6%, ginkolidna kiselina 5ppm
- ekstrakt Ginkgo biloba: flavonoidglikozida 24%, terpen laktona 6%, ginkolidna kiselina 1ppm

### Ljekovita korist
Ginkov ekstrakt je koristan kod osoba koje pate od:
- kardio-vaskularne nedostatnosti,[5] vrtoglavica, glavobolja, zujanje u ušima
- mentalne performanse, funkcija mozga, problemi koncentracije
- senilnost, gubitak memorije, demencija (progresivan, stalni pad svih intelektualnih sposobnosti), Alzheimerova bolest, vrtoglavica
- periferne arterijske nedostatnosti
- periferne vaskularne bolesti, Raynaudov fenomen, utrnulost
- nedovoljan priljev krvi u mozak
- preventiva od raznih karcinoma – tumora i liječenje od njih
- edem (plućni i u trudnoći)
- hipertenzija
- hipoksija
- impotencija i poremećaji erekcije
- hemoroidi
- razne upale
- migrena
- alergije
- astma

## Vanjske poveznice
- http://ginkgo-biloba1771ginkgoeu.blogspot.com  Arhivirana inačica izvorne stranice od 9. svibnja 2013. (Wayback Machine)